# ダライ・ラマ8世
ダライ・ラマ8世ジャムペル・ギャツォ（チベット文字:འཇམ་དཔལ་རྒྱ་མཚོ་、1758年 - 1804年）は、チベット仏教ゲルク派の有力な化身系譜であるダライ・ラマの8代目として認定された人物である。名はジャムペーギャムツォ、ジャムペル・ギャムツォ、ジャンペル・ギャンツォとも表記される。1762年から1804年まで、ダライ・ラマ7世の下で成立した第二次ダライラマ政権の首長の座にあった。

## 出生
1758年、チベット南西部ツァン地方トプゲルのラリカンに生まれた。父親のスーナム・ダルギェと母親のプンツォク・ワンモは、もともとチベット東部カム地方の人で、口承物語「ケサル王伝」に登場するチベットの伝説的英雄の一人、ダラ・ツェギャルの末裔とされている。
母親のブンツォク・ワンモがダライ・ラマ8世となる子を懐妊して間もなく、ラリカンの地は大豊作となり、1本のオオムギに3本から5本もの穂がついたと伝わるが、これは前代未聞のことであった。また、母親とその親類が庭で食事をしていると、巨大な虹が現われ、その弓形の一端が母親の肩にかかったという逸話も伝承されていて、これは聖者の誕生を告げる吉兆であるのだという。
誕生して間もなく、その子は微笑しながらしきりに天を仰ぎ、蓮華座を組んで瞑想の姿勢をとるようになった。その子のことを伝え聞いたパンチェン・ラマ6世（または3世）ロサン・ペンデン・イェシェーは、この子がまぎれなくダライ・ラマ7世の転生者であると語った。

## 成長と即位・受戒

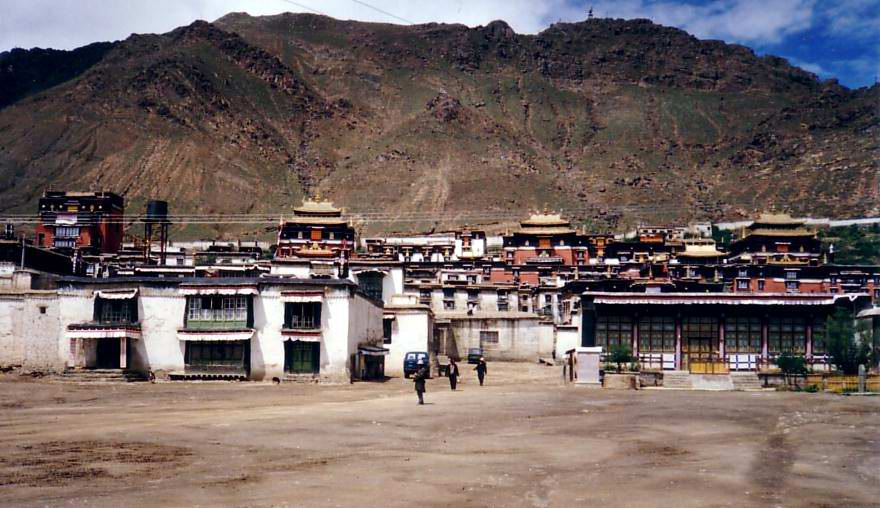
シガツェのタシルンポ寺

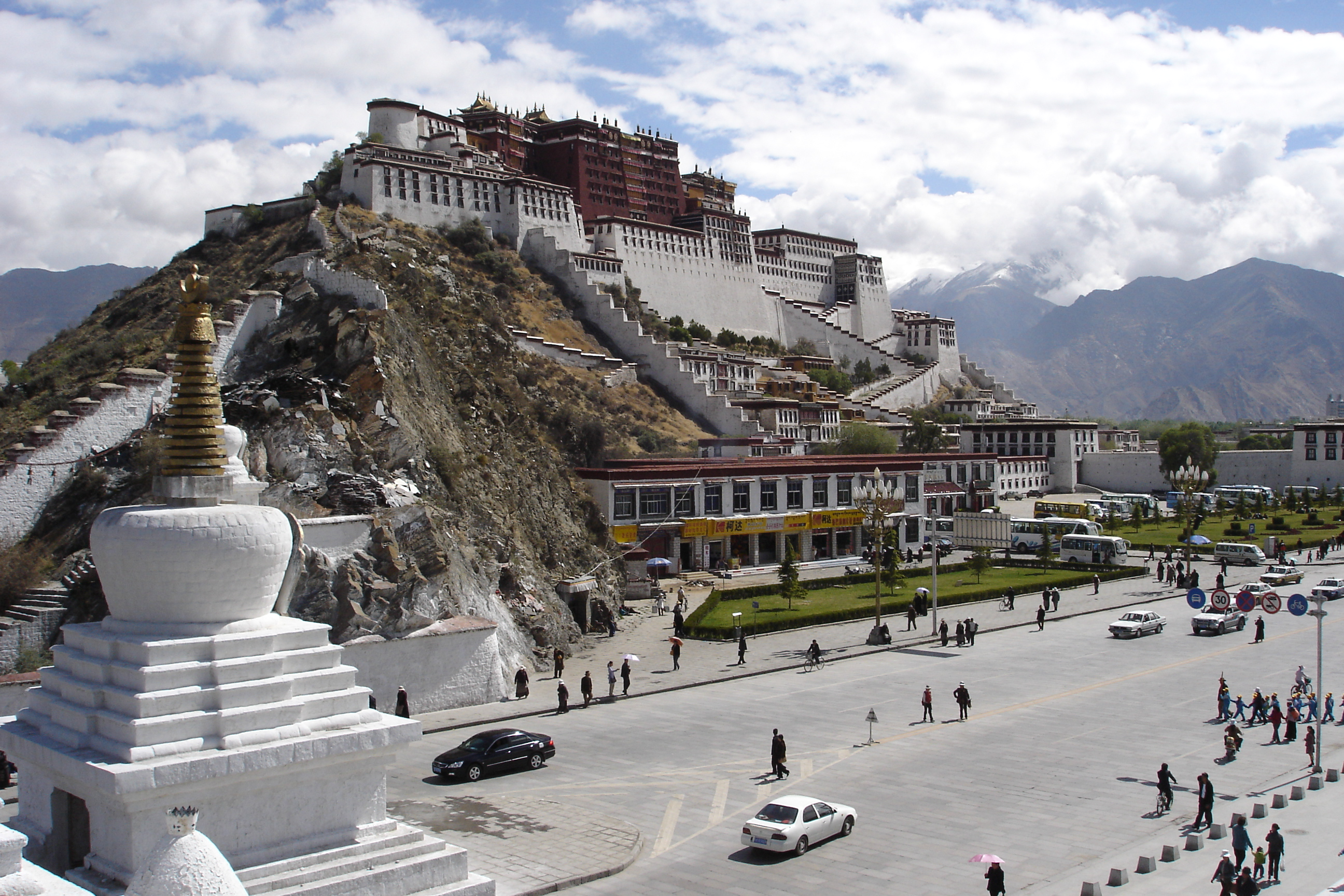
ラサのポタラ宮

幼いジャムペル・ギャツォが会話できるようになるとすぐ「3歳になったらラサに行く」と周囲に語ったと言われている。ラサはダライラマ政権の首都でチベット仏教の聖地であった。次第にチベット全体が、この子を正統なダライ・ラマ8世であると確信するようになった。ダルクパ・タイェは、多数の僧侶を伴ってラサを訪れ、当時2歳であったその子をシガツェのタシルンポ寺に連れて行き、認定式を執り行った。セラ寺・ガンデン寺・デプン寺の代表および国の神託僧（クテン）によって認定がなされ、タシルンポ寺にあったパンチェン・ラマ6世は、その子に「ロサン・テンペー・ワンチュク・ジャムペル・ギャムツォ」の法名を正式に授けた。
1762年、4歳となったジャムペル・ギャツォは臣下とともにラサに往き、ポタラ宮で正式にダライ・ラマ8世として即位した。即位式を主催したのは、ダライ・ラマ7世没後に新たに設けられた名代職（ギェルツァプ）に任命されたテンギューリン寺のテモ活仏ジャムペル・デレクであった。1765年、ジャムペル・ギャツォ少年はパンチェン・ラマ6世から沙弥戒を受け、1777年に満19歳で具足戒を受けた。
ダライ・ラマ8世が幼少の間、政治情勢は比較的穏やかであった。清の乾隆帝は1750年代後半にイリ地方を本拠とするジュンガル部を大破し、タリム盆地の征服の乗り出したためチベットへの監視を強めることはなかった。また、モンゴル人の脅威も遠のいたので、乾隆帝は摂政の任命やダライ・ラマ認定もこころよく承認した。清から派遣された駐蔵大臣（アンバン）の官吏としての生活も快適なものであった。

## 治世
ダライ・ラマ8世は世事に関心が薄く、政務を代行する名代が1777年に没してからも、ツェムンリン寺から摂政を選んで政務を任せた。1781年になってようやく親政を始めたが、事実上は摂政らが執政を続けた。ダライ・ラマ8世が没してからダライ・ラマ13世が実権を握るまでの時代、名代職が権力を振るって暗躍し、その実権の争奪にしばしば謀略が巡らされるようになったが、ダライ・ラマ8世が摂政などに権力の独占を許したことがその傾向の遠因となったとも言われる。
1780年にパンチェン・ラマ6世が北京で客死すると、その実の兄弟であるシャマルパ10世（9世とも数える）ミパム・チュードゥプ・ギャムツォと、その兄弟でタシルンポの寺務職にあったドゥンパ・リンポチェが相対立するようになった。タシルンポに対してパンチェン・ラマ6世の遺産の相続を要求したシャマルパ10世は、乾隆帝からの莫大な贈り物をドゥンパ・リンポチェが無断で分配したことに立腹した。1781年生まれのジャムペル・ギャツォの従弟（後のパンチェン・ラマ7世ロサン・テンペー・ニマ）が1782年にパンチェン・ラマ6世の転生者として見出されると、ゲルク派とシャマル派の反目はいっそう深まり、両派の寺院は互いに遺産を奪おうとしていると非難しあう状況となった。そうした中、シャマルパ10世はネパールへ布教に赴き、ネパール王ラナ・バハドゥル・シャハの摂政に、ゲルク派への不満やタシルンポ寺の富のことを伝えた。このことが、ネパールのグルカ軍がチベットに侵攻し、1791年にはシガツェとタシルンポ寺を攻略するに至る一因となった。
ゴルカ王プリトビ・ナラヤン・シャハが1769年にネパールを制圧して開いたネパール王国は、第3代ラナ・バハドゥル・シャハの在位期間に、貨幣鋳造問題をめぐってチベットに対して軍事行動を起こした。ネパールがチベットに侵攻したグルカ戦争（清・ネパール戦争）は1788-1789年と1791-1792年の2度に及んだ。これに対してダライ・ラマ政権は自力で対処できず、清朝の援軍を仰いだ。清の軍勢はこのときカトマンズまであと5キロメートルというところまで迫っている。戦後、ダライ・ラマやパンチェン・ラマの転生者の認定にくじを用いる金瓶掣籤の制度が導入された。
ダライ・ラマ8世は、宗教面においては目覚しい業績を上げ、ダライ・ラマ7世の代に造営されたラサ近郊の有名なノルブリンカの庭園と夏の離宮を完成させた功績がある。
ダライ・ラマ8世が死去したのは1804年、47歳のことであった。